# Cariche accademiche
Le cariche accademiche sono incarichi previsti all'interno di una accademia o in generale di un istituto di istruzione superiore che tipicamente possiede un proprio assetto organizzativo.
Quelle riportate di seguito si riferiscono in maniera specifica alle università, sebbene college e altre istituzioni possano seguire schemi simili. Si distingue tra le cariche direttamente associate all'attività di docenza o ricerca (cariche accademiche) e quelle di natura gestionale amministrativa, più facilmente ottenute dopo nomina o elezione (cariche amministrative). Non per tutti i sistemi è possibile associare a ogni carica il suo equivalente nel modello universitario italiano.

## Argentina

### Cariche accademiche
Le cariche accademiche argentine includono professori e insegnanti ausiliari (assistenti).
Ci sono tre tipi di professore:
- Profesor titular
- Profesor asociado
- Profesor adjunto

L'università inoltre può nominare dei membri prominenti della comunità accademica e scientifica come:
- Profesor emérito (membro a riposo della facoltà che però si è dimostrato eccellente sia nell'insegnamento che nella ricerca)
- Profesor consulto (membro a riposo della facoltà che fornisce importante apporto a specifici campi della conoscenza)
- Profesor honorario (posizione cerimoniale essenzialmente onoraria).

Qualifiche temporanee di professore includono le cariche di:
- Profesor invitado (carica non retribuita)
- Profesor contratado (carica retribuita).

Gli insegnanti ausiliari o assistenti sono divisi in tre categorie:
- Jefe de trabajos prácticos,
- Ayudante de primera o ayudante diplomado
- Ayudante de segunda o ayudante alumno (generalmente, se non quasi sempre, questa carica è riservata a studenti non laureati).

### Cariche amministrative
L'amministrazione dell'università è in mano a un rector (o rettore) e a un consejo superior, entrambi eletti dall'asamblea universitaria, composta da professori, da laureati (inclusi alumni, insegnanti ausiliari e tutto il resto del personale accademico che non ha qualifica come professore o studente non laureato) e studenti non laureati eletti con scrutinio segreto. Il consejo superior designa vari secretarios per assistere il rettore, e sceglie uno dei suoi membri come vicerrector (vice rettore).
Ogni facoltà, scuola o college è presieduta da un decano, designato dal consejo directivo o consejo académico, composto da professori e studenti laureati e non laureati, che designa anche vari secretarios per assistere sia il decano sia il vicedecano negli affari giornalieri.
I Dipartimenti sono presieduti da un direttore, assistito da secretarios e da un director adjunto  (vice direttore). Essi designano la junta departamental, l'organo collegiale che governa il dipartimento.
In alcune università il personale non accademico può avere un rappresentante negli organi di governo. Inoltre, alcune università distinguono alumni da insegnanti ausiliari, permettendo loro di eleggere due distinti rappresentanti per il governo dell'università.

## Australia e Nuova Zelanda

### Cariche accademiche
- Professor (level E), equivalente al chair professor statunitense[1]
- Associate professor e/o reader (level D), equivalente a full professor (o semplicemente professor) negli Stati Uniti e Canada[1]. Equivale al titolo di reader nel Regno Unito.
- Senior lecturer (level C), equivale ad associate professor in Nord America
- Lecturer (level B), equivalente ad assistant professor in Nord America
- Associate lecturer (level A)

### Cariche amministrative
- Chancellor
- Deputy chancellor / pro-chancellor
- Vice-chancellor
- Deputy vice-chancellor
- Pro-vice-chancellor
- Dean
- Head of school

## Belgio
Le cariche accademiche sono differenti tra la comunità fiamminga e la comunità francofona, dal momento che in Belgio l'istruzione è materia di competenza comunitaria.

### Cariche accademiche

#### Comunità fiamminga
- Gewoon hoogleraar (professore ordinario senior)
- Hoogleraar (professore ordinario)
- Hoofddocent (professore associato)
- Docent (equivalente a ricercatore a tempo determinato senior)
- Doctor-assistent (equivalente a ricercatore a tempo determinato junior)
- Assistent (assistente alla ricerca)

### Cariche amministrative

#### Comunità fiamminga
- Rector (rettore)
- Vice-Rector (vice rettore)
- Decaan (preside di Facoltà)

## Bosnia-Erzegovina

### Cariche accademiche
- Profesor (professore ordinario)
- Vanredni profesor (professore associato)
- Docent (docente, con PhD)
- Asistent (assistente, con BSc/MSc)

### Cariche amministrative
- Rektor (rettore)
- Dekan fakulteta (preside di facoltà)
- Sef katedre (direttore di dipartimento)

## Brasile

### Cariche accademiche
In Brasile non esiste una gerarchia comune per quanto riguarda le cariche accademiche. Ad esempio, presso l'Università di San Paolo il sistema è il seguente:
- Professor titular (MS-6): equivalente al "full professor" statunitense
- Professor associado (MS-5): deve avere la livre-docência (un'abilitazione all'insegnamento equivalente alla habilitation tedesca)
- Professor doutor (MS-3): deve avere conseguito il dottorato; è l'equivalente dell'"assistant professor" statunitense
- Professor assistente (MS-2): deve avere un master o un titolo equivalente
- Auxiliar de ensino (MS-1): deve aver completato il primo grado di laurea

Nelle università federali le cariche accademiche hanno altri nomi: (in portoghese)
- Professor titular
- Professor associado, livelli A, B, C (o I, II, III)
- Professor adjunto, livelli A, B, C, D (o I, II, III, IV)
- Professor assistente, livelli A, B, C, D (o I, II, III, IV)
- Professor auxiliar, livelli A, B, C, D (o I, II, III, IV)

Per maggiori informazioni: (in portoghese)

## Canada
In Canada, come in altri Paesi anglosassoni, si tende a distinguere tra cariche accademiche orientate alla ricerca, e cariche accademiche orientate all'insegnamento

### Cariche accademiche

#### Cariche accademiche orientate alla ricerca
- Distinguished professor, o University professor
- Professor, o full professor (professore ordinario)
- Associate professor (professore associato)
- Assistant professor (ricercatore)
- Lecturer
- Adjunct faculty member

#### Cariche accademiche orientate alla docenza
- Senior instructor
- Instructor (può essere a contratto o strutturato)
- Sessional lecturer

#### Cariche accademiche non strutturate
- Postdoctoral fellow (assegnista di ricerca)
- Staff per l'insegnamento o la ricerca, che non abbiano ottenuto un PhD (tecnici di laboratorio, assistenti all'insegnamento)

### Cariche amministrative
- Chancellor (carica onorifica)
- President e vice-chancellor
- Provost
- Vice president (tipicamente, con mansioni distinte, quali ad esempio VP academic, VP research, VP finance)
- Associate vice president (con mansioni distinte, ad esempio assoc. VP academic, assoc. VP research, assoc. VP finance)
- Dean (preside di facoltà)
- Associate dean
- Director of administrative department
- Associate/assistant director of administrative department
- Chair of academic department

## Cipro

### Cariche accademiche
- Chair professor
- Professor
- Associate professor
- Assistant professor
- Lecturer
- Research assistant e teaching assistant (o tutor, instructor, demonstrator)

## Danimarca

### Cariche accademiche
- Professor
- Lektor (professore associato), tempo diviso in parti uguali tra attività di insegnamento e di ricerca
- Adjunkt (lecturer), tempo diviso in parti uguali tra attività di insegnamento e di ricerca
- Post-doc

### Cariche amministrative
- Rektor (rettore)
- Dekan (direttore di dipartimento di grandi dimensioni)
- Institutleder (direttore di istituto)

## Finlandia

### Cariche accademiche
In Finlandia le cariche accademiche vengono conferite o per vacanza o per nuova istituzione:
- Kansleri (solo nelle Università di Helsinki e Tampere, e in due Università di Turku).
- Rehtori (rettore)
- Vararehtori (vice rettore)
- Dekaani e osastonjohtaja (preside di facoltà)
- Professori (professore ordinario)
- Yliopistonlehtori (professore associato/UK senior lecturer)
- Dosentti (professore aggregato), tipicamente non permanentemente associato con l'ateneo con il diritto di insegnare.
- Lehtori (ricercatore/UK lecturer)
- Yliassistentti (assegnista di ricerca), laboratorioinsinööri (tecnico di laboratorio)
- Assistentti e tutkija (contrattista di ricerca) tipicamente tenute da studenti di dottorato
- Tutkimusapulainen (assistente alla ricerca)

Si noti che il titolo di professore è anche conferito dal presidente della repubblica ad artisti, e figure prominenti nei diversi ambiti professionali.

## Francia

### Cariche accademiche
Una delle peculiarità del sistema educativo francese è l'esistenza di un sistema universitario statale e di una rete di grandes écoles. Le cariche nei due sistemi non sempre si corrispondono.

#### Sistema delle università statali
- Professeur des universités: è il livello più alto di carica accademica e corrisponde al full professor/professore ordinario.  Per accedere alla posizione di professore universitario è necessario conseguire l’HDR (l’abilitazione a dirigere le ricerche) e vincere un concorso pubblico. L'habilitation à diriger des recherches permette inoltre ai titolari (che siano già professori o meno) di essere supervisori di tesi di dottorato.
- Maître de conférences (MCF): è il secondo livello di carica accademica e corrisponde grosso modo al ruolo di associate professor/professore associato. Si accede al ruolo di MCF per concorso pubblico e dopo avere conseguito la qualification aux fonctions de maître de conférences.

Entrambe le cariche sono di ruolo e riservate a persone in possesso di diploma PhD. Altre posizioni accademiche non di ruolo e a contratto sono: 
- PRAG / PRCE: professore di scuola secondaria che insegna anche a livello universitario (per esempio, di lingua straniera)
- Professeur invité (simile al professor of practice degli Stati Uniti)
- Attaché temporaire d'enseignement et de recherche (ATER): generalmente un PHD student o dottore di ricerca con un contratto e con mansioni sia di ricerca che di insegnamento simile al ruolo di assistant professor italiano. l'ATER ha gli stessi compiti di insegnamento e di ricerca del maître de conférences.
- Allocataire de recherche-moniteur: simile alla posizione ATER.

#### Sistema delle grandes écoles
- Professeur (full professor)
- Professeur associé (associate professor)
- Professeur assistant(e) (assistant professor)
- Professeur affilié (adjunct professor)
- Vacataire o chargé d'enseignements (instructor)

Il titolo di chaired professorships corrisponde grosso modo al professore emerito e può essere assegnato sia a professeur associé che a professeur. Nelle grandes écoles non è necessario il diploma di PhD per ricoprire i vari livelli di carica accademica.

### Cariche amministrative
- Recteur: nominato dal ministro dell'educazione, simile al provveditore in un distretto accademico, con competenze anche sulle scuole primarie e secondarie. Tale carica è generalmente coperta da un professore di lunga esperienza.
- Président de l'université: eletto tra un professore con un mandato della durata di quattro anni.
- Doyen: posizione eletta e simile alla carica di preside di Facoltà
- Président de la commission de spécialistes: responsabile del corso di laurea in una particolare disciplina
- Directeur d'école doctorale
- Directeur d'un centre de recherche

## Germania e Austria

### Cariche accademiche
- Professor (professore ordinario, generalmente noto come C4, o, dal 2004, W3, secondo lo schema salariale tedesco.
- Professor (professore associato, secondo lo schema salariale, C3 o W2)
- Privatdozent (dopo una abilitazione, posizione non remunerata)
- Juniorprofessor (ricercatore, W1)
- Akademischer Rat auf Zeit, o Wissenschaftlicher Assistent

## Giappone

### Cariche accademiche
Il sistema universitario giapponese segue il modello nordamericano. Le cariche principali sono:
- Professor, o kyōju (教授?)
- Associate professor, o junkyōju (准教授?)
- Lecturer, o kōshi (講師?)
- Research associate, o jokyō (助教?)

## Grecia

### Cariche accademiche
- Professor emeritus
- Professor
- Associate professor
- Assistant professor
- Lecturer
- Teaching assistant (questa carica è stata abolita nel 1982)

### Cariche amministrative
- Rector
- Vice-rector
- Secretary general
- Dean
- Deputy dean
- President of the department
- Deputy president of the department
- Director of the section

Per ricoprire una qualsiasi tra queste cariche amministrative, è necessario avere il titolo accademico di professor o associate professor. Fa eccezione il secretary general, ruolo amministrativo non tenuto dal personale docente.

## Hong Kong

### Cariche accademiche
Negli ultimi anni Hong Kong è passata da un modello della docenza di tipo britannico a uno di tipo statunitense. Le cariche ottenute secondo i due modelli convivono nel sistema universitario.
- Chair professor
- Emeritus professor
- Honorary professor
- Professor
- Associate professor
- Reader
- Principal lecturer
- Senior lecturer
- Assistant professor
- Lecturer
- Research assistant professor
- Post-doctoral fellow
- Adjunct (associate/assistant) professor
- Professional consultant or teaching consultant/fellow
- Research assistant e teaching assistant (o tutor, instructor, demonstrator)
- Graduate student/postgraduate o graduate student/graduate
- Undergraduate

### Cariche amministrative
- Chancellor
- Pro-chancellor
- Vice-chancellor o president
- Deputy vice-chancellor
- Pro-vice-chancellor
- Registrar
- Provost
- Dean
- Head of department

## Indonesia

### Cariche accademiche
Nove diverse cariche accademiche, suddivise secondo tre livelli
- Professore ordinario
  - Guru besar madya
  - Guru besar
- Ricercatore
  - Asisten ahli madya
  - Asisten ahli
- Professore associato
  - Lektor muda
  - Lektor madya
  - Lektor
  - Lektor kepala madya
  - Lektor kepala

## Israele

### Cariche accademiche
- Professor o full professor
- Associate professor
- Senior lecturer
- Lecturer

## Italia

### Cariche accademiche
Le posizioni in ruolo presso le università italiane sono suddivise in tre livelli:
- Professore ordinario o professore di prima fascia
- Professore associato o professore di seconda fascia
- Ricercatore universitario (ricercatore a tempo indeterminato: non esiste più ovvero ruolo a esaurimento. Esiste solo il ricercatore a tempo determinato)[2]

Accanto alle figure sopra richiamate è tuttora vigente la figura del professore straordinario a tempo determinato prevista dall’articolo 1, comma 12 della Legge 230 del 2005. Si tratta di una figura di professore con contratto di tre anni rinnovabile per ulteriori tre anni, finanziato da soggetti esterni per attività di ricerca, riservato a coloro che hanno conseguito l’idoneità per la fascia dei professori ordinari, ovvero a soggetti in possesso di elevata qualificazione scientifica e professionale. Ai titolari degli incarichi è riconosciuto, per il periodo di durata del rapporto, il trattamento giuridico ed economico dei professori ordinari con eventuali integrazioni economiche, ove previste dalla convenzione.
Prima di prendere servizio definitivamente nel ruolo dei professori, di prima o seconda fascia, o nel ruolo dei ricercatori a tempo indeterminato, era previsto un triennio a seguito del quale veniva effettuata una valutazione scientifica e didattica. Durante questo triennio, ricercatori e professori di seconda fascia erano "non confermati", a seguito di valutazione positiva, "confermati"; i professori di prima fascia erano "straordinari". Quanto sopra non trova più riscontro nella normativa vigente.
Dopo la riforma Gelmini (Legge 240/2010), i ricercatori a tempo indeterminato sono diventati un ruolo a esaurimento, la riforma prevede per questa figura solo un percorso a tempo determinato (vedi ricercatore per approfondire), il triennio di conferma è stato eliminato ma per tutti i ruoli è prevista un'abilitazione nazionale per poter partecipare al concorso per il ruolo superiore. Inoltre è prevista, per tutti, una valutazione quadriennale per gli avanzamenti di anzianità di carriera/stipendio. L'abilitazione nazionale è organizzata e gestita tramite l'ANVUR.
Esiste inoltre un ruolo presente da prima della riforma dei ruoli universitari del 1980, e da essa messo a esaurimento ed equiparato al ricercatore a tempo indeterminato:
- Assistente ordinario (non esiste più ovvero ruolo a esaurimento)[2]

Nel 2016, dopo ben quarantatré anni dalla messa a esaurimento del suddetto ruolo, vi appartengono ancora diciassette docenti in servizio.
L'università può poi nominare dei membri prominenti della comunità accademica e scientifica, che abbiano in passato ricoperto rilevanti cariche accademiche o che, per la loro produzione scientifica, godano di particolare prestigio a livello internazionale, come:
- Professore emerito (professore ordinario a riposo della facoltà con almeno vent'anni di servizio)
- Professore onorario (professore ordinario a riposo della facoltà con almeno quindici anni di servizio).

A tali figure non competono particolari prerogative accademiche.
Sono previste inoltre le seguenti figure non di ruolo e temporanee:
- Professore aggregato (Il titolo di “professore aggregato”, ai sensi dell'art. 1 comma 11 della legge 4/11/2005, n. 230, è attribuito ai ricercatori, agli assistenti del ruolo a esaurimento e ai tecnici laureati che hanno svolto tre anni di insegnamento e ai quali sono affidati corsi e moduli curriculari, nonché compiti di tutorato e di didattica integrativa. Il titolo è attribuito per il periodo di durata dei corsi e moduli affidati.) (non esiste più ovvero ruolo a esaurimento).
- Ricercatore a tempo determinato
- Professore a contratto (figura esterna, reclutata per esigenze didattiche specifiche e circoscritte nel tempo, in genere un anno accademico, per esempio per coprire un corso singolo). Le proposte di attivazione dei contratti di insegnamento sono avanzate dai Consigli dei Corsi di studio interessati, deliberate dal Consiglio di Facoltà e approvate dal Senato accademico. Gli insegnamenti a contratto sono attribuiti a seguito di selezioni pubbliche, per soli titoli, attivate mediante bandi che vengono pubblicizzati sul sito Web e affissi agli Albi dell'Ateneo e della struttura didattica interessata.
- Professore incaricato (figura temporanea come sopra, ma non sempre retribuita) (non esiste più ovvero ruolo a esaurimento)[2]
- Assegnista di ricerca (generalmente una figura col titolo di dottore di ricerca con compiti essenzialmente di ricerca, corrispondente al francese chercheur postdoctoral e all'inglese postdoctoral researcher)
- Cultore della materia (studioso esperto di una materia), titolo non corrispondente a una posizione retribuita, ma richiesto per accedere a determinati incarichi di docenza in mancanza di altre qualificazioni.

|                                                | Professore ordinario | Professore associato | RTD A B  | Professore a contratto | Assegnista di ricerca | Cultore della materia | Amministrativi |
| ---------------------------------------------- | -------------------- | -------------------- | -------- | ---------------------- | --------------------- | --------------------- | -------------- |
| Stesura programmi didattici                    | X                    | X                    | X        | X                      |                       | X                     |                |
| Erogazione lezioni frontali                    | X                    | X                    | X        | X                      |                       | X                     |                |
| Preparazione delle lezioni                     | X                    | X                    | X        | X                      |                       | X                     |                |
| Ricevimento studenti                           | X                    | X                    | X        | X                      |                       |                       |                |
| Esami scritti e orali con verbalizzazione      | X                    | X                    | X        | X                      |                       | X                     |                |
| Presa in carico tesi come relatore             | X                    | X                    | X        | X                      |                       |                       |                |
| Partecipazione a commissioni di laurea         | X                    | X                    | X        | X                      |                       |                       |                |
| Burocrazia accademica                          | X                    | X                    | X        | X                      | X                     |                       | X              |
| Partecipazione ai Consigli di Facoltà          | X                    | X                    | X        | X                      |                       |                       |                |
| Ricerca scientifica: prodotti della ricerca    | X                    | X                    | X        | de facto               | X                     |                       |                |
| Retribuzione iniziale annua (lordo dipendente) | 75.000 €             | 53.000 €             | 35.000 € | 3.000 €                | 20.000 €              | gratuito              | 30.000 €       |
| Contratto                                      | Indeterminato        | Indeterminato        | 3 anni   | 1 anno                 | 1 anno                | 3 anni                | Indeterminato  |
| Personale anno 2020                            | 14.177               | 23.147               | 9.808    | 28.527                 | 15.489                |                       | 53.306         |
| Fonti:                                         |                      |                      |          |                        |                       |                       |                |

### Cariche amministrative
- Magnifico rettore
- Prorettore vicario
- Prorettore
- Delegato del rettore
- Preside di facoltà
- Direttore di dipartimento
- Presidente di consiglio di corso di laurea
- Decano

## Norvegia

### Cariche accademiche
- Professor (professore ordinario)
- Professor emeritus (titolo conferito a tutti i professori ordinari in pensione)
- Professor II (professori a tempo definito, tipicamente professori universitari presso una università sono professor II presso una seconda università)
- Førsteamanuensis (professore associato)
- Dosent (poco comune nelle università)
- Førstelektor
- Postdoc (assegnista di ricerca)
- Amanuensis (ricercatore, più comune nei college professionali)
- Universitetslektor
- Stipendiat (collaboratore alla ricerca, tipicamente un dottorando di ricerca)
- Vitenskapelig assistent (assistente alla ricerca)

### Cariche amministrative
- Rektor (rettore, tipicamente assistito da uno o più prorektor e/o viserektor)
- Dekan (preside di Facoltà)

## Paesi Bassi
Il sistema olandese non è dissimile dal modello statunitense, anche se gli studenti di dottorato sono tipicamente assunti dall'università. 

### Cariche accademiche
- Hoogleraar (professore ordinario)
- Universitair hoofddocent (professore associato)
- Universitair docent (ricercatore)
- Junior onderzoeker / assistent in opleiding (studente di dottorato impiegato nell'università)
- Docent

### Cariche amministrative
- Rector magnificus (rettore)
- Dean (racchiude il ruolo di preside della facoltà, rappresentando anche il responsabile principale dell'attività di ricerca della facoltà)
- Department chair (direttore di dipartimento)

## Polonia

### Cariche accademiche

#### Orientate a ricerca e insegnamento
- Profesor zwyczajny (professore ordinario)
- Profesor nadzwyczajny (professore straordinario)
- Docent dr habilitowany (professore associato)
- Adiunkt (ricercatore)
- Asystent (assistente)
- Profesor wizytujący (professore visitatore)
- Profesor emerytowany (professore emerito)

#### Orientate all'insegnamento
- wykładowca
- starszy wykładowca
- instructor

### Cariche amministrative
- Rektor (rettore)
- Dziekan (preside di Facoltà)

## Regno Unito

### Cariche accademiche
I termini associati a cariche accademici nel Regno Unito risentono dell'introduzione, nel 1992 delle cosiddette new universities, Politecnici che videro riconosciuto a quel tempo lo status di università.
- Professor
- Reader
- Principal lecturer (utilizzato solo nelle new universities)
- Senior lecturer (che ha un significato diverso tra le new universities e le altre)
- Lecturer
- Research fellow
- Demonstrator, research assistant

Una eccezione, nel sistema universitario britannico viene dalla university of Warwick, che utilizza, dal 2006, i termini statunitensi per la distinzione tra le cariche accademiche.
Quando un docente va in pensione, l'Università può dargli un titolo onorario. Ad esempio, nell'università di Hull, questi sono i titoli onorifici:
- Emeritus professor
- Emeritus reader
- Senior fellow viene fornito a un senior lecturer
- Fellow titolo fornito a un lecturer

### Cariche amministrative
Il modello di cariche amministrative nel Regno Unito è diverso tra le nazioni, in particolare, per Inghilterra, Galles, e Irlanda del Nord si ha la seguente suddivisione:
- Chancellor
- Pro-chancellor
- Vice-chancellor, rector o provost
- Deputy vice-chancellor
- Pro-vice-chancellor
- Dean of faculty
- Head of department
- Department/school director of studies

In Scozia, il sistema è il seguente:
- Chancellor
- Rector (tipicamente solo nelle università storiche)
- Principal (che è anche il vice-chancellor)
- Deputy principal
- Vice-principals
- Dean of faculty
- Head of department/school
- Department/school director of studies

## Repubblica popolare cinese

### Cariche accademiche
- Principal professor (in cinese: 首席教授)
- Professor (in cinese: 教授) e emeritus professor (in cinese: 退休教授)
- Honorary professor (in cinese: 名譽教授)
- Associate professor (in cinese: 副教授) e reader (in cinese: 副教授)
- Lecturer (in cinese: 講師)
- Post-doctoral research fellow (in cinese: 博士後研究員), research fellow (in cinese: 研究員) e researcher (in cinese: 研究員)
- Research assistant (in cinese: 研究助理) e teaching assistant (in cinese: 助教)

### Cariche amministrative
- President (in cinese: 校長)
- Vice-president (in cinese: 副校長)
- Registrar (in cinese: 教務長) e secretary of the party committee (in cinese: 黨委書記)
- Dean (in cinese: 院長)
- Deputy dean o associate dean (in cinese: 副院長)
- Associate secretary of the party committee (in cinese: 黨委副書記)
- Director of academic centre (in cinese: 所長/主任) e director of academic departments (in cinese: 系主任)

## Romania

### Cariche accademiche
- Profesor (professore ordinario)
- Conferentiar (professore associato)
- Lector (ricercatore)
- Profesor vizitator (professore visitatore)
- Profesor emerit (professore emerito)

### Cariche amministrative
- Rector (rettore, generalmente assistito da un prorector)
- Decan (preside di facoltà, assistito da un prodecan)
- Şef de catedra (direttore di dipartimento)

## Russia

### Cariche accademiche
- Professor (professore ordinario)
- Dozent, доцент (professore associato)
- Lecturer caratterizzato da un tempo ripartito in parti uguali tra attività di docenza e attività di ricerca
- Senior instructor
- Instructor
- Assistant professor
- Research assistant

### Cariche amministrative
- Rector (ректор) (rettore)
- Provost (Первый проректор)
- Vice-rectors (hanno deleghe specifiche per docenza, ricerca, finanze, stranieri)
- Dean (декан) (preside)
- Associate deans
- Chair (заведующий кафедрой) (direttore di dipartimento)
- Head of administrative departments (direttore di dipartimenti amministrativi)

Alcune università hanno la figura del president, più facilmente un titolo onorifico. In alcuni csi si distingue tra chair ed head per un dipartimento: nel primo caso la posizione è ottenuta per nomina da parte del preside, mentre nel secondo caso si tratta di una posizione ottenuta per elezione.

## Sudafrica

### Cariche accademiche
- Extraordinary professor
- Senior professor (deve possedere un PhD)
- Professor (deve possedere un PhD)
- Associate professor (deve possedere un PhD)
- Senior lecturer (deve possedere un PhD)
- Lecturer
- Junior lecturer
- Research assistant
- Tutor, student-assistant, demonstrator

### Cariche amministrative
- Chancellor
- Rector e vice-chancellor
- Vice-rector
- Dean
- Vice-dean
- Programme director
- Departmental chairperson o head of department

## Spagna

### Cariche accademiche
le seguenti sono figure associate a dipendenti pubblici
- Catedrático de universidad
- Profesor titular de universidad
- Catedrático de escuela universitaria (a esaurimento)
- Profesor titular de escuela universitaria (a esaurimento)

alle seguenti cariche non è associata la figura di dipendente pubblico
- Profesor contratado doctor (deve possedere un PhD)
- Profesor de universidad privada (deve possedere un PhD)
- Profesor colaborador (a esaurimento)

Le seguenti cariche sono tipicamente temporanee
- Profesor visitante
- Profesor asociado
- Profesor ayudante doctor (deve possedere un PhD)
- Profesor ayudante

### Cariche amministrative
- Rector (rettore, deve essere un catedrático de universidad)
- Vicerrector
- Secretario general
- Gerente
- Decano o director
- Vicedecano o subdirector
- Secretario del centro
- Director de departamento
- Secretario de departamento

## Stati Uniti d'America

### Cariche accademiche
- University professor o institute professor (non in tutte le università)
- Distinguished professor (normalmente un "named chair")
- Professor ("named chair")
- Professor ("full professor")
- Associate professor
- Assistant professor
- Instructor (a volte "lecturer")

Per tradizione, il primo incarico di docenza per chi ha conseguito un PhD è quello di assistant professor (anche se la situazione può cambiare a seconda dell'istituzione e del settore in questione). La carica di instructor di solito non ha come prerequisito il dottorato, ma la concorrenza tra gli aspiranti docenti ha incrementato il numero di instructor che detengono il titolo di PhD o altri titoli avanzati. La carica di associate professor indica di norma un posto a tempo indeterminato ("tenure"). Spesso l'apice della carriera di un docente è la carica di professor, nonostante alcune istituzioni offrano titoli speciali ai docenti di una certa anzianità le cui ricerche o pubblicazioni meritino un particolare riconoscimento. Il più comune di tali titoli è quello di named chair: ad esempio, se Jane Smith è "John Doe professor of philosophy" significa che la professoressa Jane Smith detiene la cattedra di filosofia intitolata a John Doe. Inoltre le maggiori istituzioni universitarie offrono a una piccola frazione dei docenti a tempo indeterminato il titolo di distinguished professor per riconoscere i più ampi e notevoli contributi al progresso di un settore di studi. La carica accademica più prestigiosa è quella di university professor, o institute professor. I docenti che la detengono non sono normalmente sottoposti all'autorità dei dean o degli head of department e possono riferire direttamente al provost.
Alle figure a tempo indeterminato si accompagnano cariche a tempo parziale, determinato, o cariche speciali. adjunct prima della carica (ad esempio adjunct assistant professor) può indicare un posto a tempo parziale o a tempo determinato. Lo status di adjunct può essere inoltre assegnato al membro di un altro dipartimento la cui ricerca o il cui insegnamento si sovrappongano con quelli del dipartimento che lo assegna.
Una carica preceduta da visiting (ad esempio visiting assistant professor) indica quasi sempre un posto a tempo determinato, spesso assegnato per sostituire un docente in sabbatico o temporaneamente assente.
Le cariche precedute da research (research assistant professor, ecc.) designano di norma posti da ricercatore senza incarichi di insegnamento. Tali posti sono quasi sempre finanziati da borse o fondi distinti dal bilancio ordinario dell'università.
Una carica preceduta da clinical (ad esempio clinical assistant professor) è di solito un incarico di docenza a tempo parziale con limitati doveri di ricerca, soprattutto in campo medico. Nelle facoltà di giurisprudenza (più precisamente nelle law school) i clinical professor hanno doveri di insegnamento e di ricerca di vario tipo, ma li accomuna la supervisione il praticantato degli studenti pro bono publico.
Emeritus precede il titolo di professor o, più raramente, quello di associate professor dopo il pensionamento del docente. Nonostante un professore emeritus non riceva uno stipendio, normalmente continua ad avere un ufficio e ha accesso ad alcuni servizi dell'università.
I titoli di lecturer e senior lecturer denotano, presso alcune università americane, incarichi di insegnamento a tempo indeterminato con scarsi (o senza) doveri di ricerca. Presso altre istituzioni, la carica di lecturer è equivalente a quella di instructor.
Le posizioni di fellow (borsista) e research associate sono per lo più contratti a termine per ricercatori post-doc. Non sono di norma considerate incarichi di docenza, nonostante possano prevedere doveri di insegnamento.
Presso alcune università, i bibliotecari hanno una gerarchia analoga a quella dei docenti. Alcuni bibliotecari anziani (spesso il bibliotecario capo) possono ricevere titoli da docente o altri titoli equivalenti.
Nella maggior parte delle università americane i tecnici di ricerca e di laboratorio e altre figure di questo tipo sono considerati personale amministrativo e non docenti.

### Cariche amministrative
- President o chancellor (alcune istituzioni usano entrambi i titoli)
- Provost (talvolta chancellor, president o warden)
- Associate provost (una carica che esiste solo in teoria; viene assegnata di rado)
- Assistant provost (assiste il provost, come gli Associate; non è superiore ai vice president)
- Vice-chancellor o vice president (con delega alla docenza, agli studenti, alle finanze, ecc.)
- Associate vice-chancellor o associate vice president
- Assistant vice-chancellor o assistant vice president

Questo primo elenco è riferito agli officers of the corporation, che quindi rappresentano l'università a prescindere dalla specializzazione accademica. Il sistema universitario americano è molto vario, dal momento che ciascuno dei cinquanta stati e delle sei giurisdizioni non statali regolamenta le istituzioni in modo indipendente. La struttura più comune prevede president, vice president, associate vice president e assistant vice president.
Una istituzione universitaria può tuttavia avere sia un president che un chancellor, laddove uno dei due è subordinato all'altro (nel ruolo che altrove è denominato provost).
Ad esempio l'intero sistema della California State University (che comprende ventitré campus) è presieduto da un chancellor, mentre ciascun campus è diretto da un president - esistono perciò un "chancellor of the California State University" e un "president of San Francisco State University". Alla University of California i termini sono invertiti, ossia c'è un "president of the University of California" cui sono sottoposti il "chancellor of the University of California at Los Angeles" ecc.
La carica di warden è pressoché inutilizzata negli Stati Uniti, almeno in ambito accademico. Laddove è utilizzata, è di norma l'equivalente di provost o dean.
- Dean (di solito un full professor)
- Associate dean (di solito un full professor)
- Assistant dean
- Director of administrative department
- Associate/assistant director of administrative department
- Chair o head of academic department

I dean possono dirigere un college, una school o una facoltà; ci sono dean del corpo studentesco, o di sue parti; esistono dean per le specifiche unità, come il dean of admissions e il dean of records; a volte c'è un dean preposto a uno specifico campus o (raramente) a un edificio particolare (ad esempio un'università che ha un complesso destinato alle arti dello spettacolo può designare un amministratore come "dean of the [nome] performing arts center".
Department head e chair hanno la stessa funzione, e possono avere associate e assistant department head o chair (nonostante ciò sia inusuale). Di solito il termine head indica l'amministratore eletto dai docenti del dipartimento, mentre chair designa la persona incaricata dal dean, senza elezione da parte dei docenti.

## Svezia

### Cariche accademiche
In generale, il sistema universitario svedese ha due percorsi variamente intrecciati, uno orientato più spiccatamente alla ricerca, e uno orientato alla docenza. Del primo fanno parte le cariche di doktorand, doktor e docent, mentre per il secondo le cariche sono adjunkt e lektor. Solo al livello più elevato i due percorsi si uniscono nella figura del professor.
- Professor
- Tillförordnad professor, adjungerad professor e gästprofessor
- Docent
- Lektor
- Forskningsingenjör, PostDoc, forskare e forskarassistent
- Doktor
- Adjunkt
- Doktorand

### Cariche amministrative
- Rektor
- Prorektor
- Vice-rektor
- Dekan
- Prefekt

## Svizzera

### Cariche accademiche

#### Università svizzere di lingua tedesca
- Ordentlicher Professor, Ordinarius (professore ordinario)
- Ausserordentlicher Professor, Extraordinarius (professore associato)
- Assistenzprofessor (ricercatore)
- Assoziierter Professor (professore affiliato)
- Titularprofessor (professore affiliato)
- Honorarprofessor (posizione essenzialmente onoraria)
- Privatdozent (dopo una abilitazione, posizione remunerata o non remunerata)

#### Università svizzere di lingua francese
- Professeur ordinaire (professore ordinario)
- Professeur extraordinaire (professore associato)
- Professeur associé (professore associato)
- Professeur assistant (ricercatore)
- Chargé de cours
- Chargé d'enseignement
- Maître d'enseignement et de recherche
- Maître-assistant